# Staunton in the Vale
Staunton in the Vale lub Staunton – wieś i civil parish w Anglii, w Nottinghamshire, w dystrykcie Newark and Sherwood. W 2011 roku civil parish liczyła 243 mieszkańców. Staunton jest wspomniana w Domesday Book (1086) jako Stantun.